# シロバナムシヨケギク

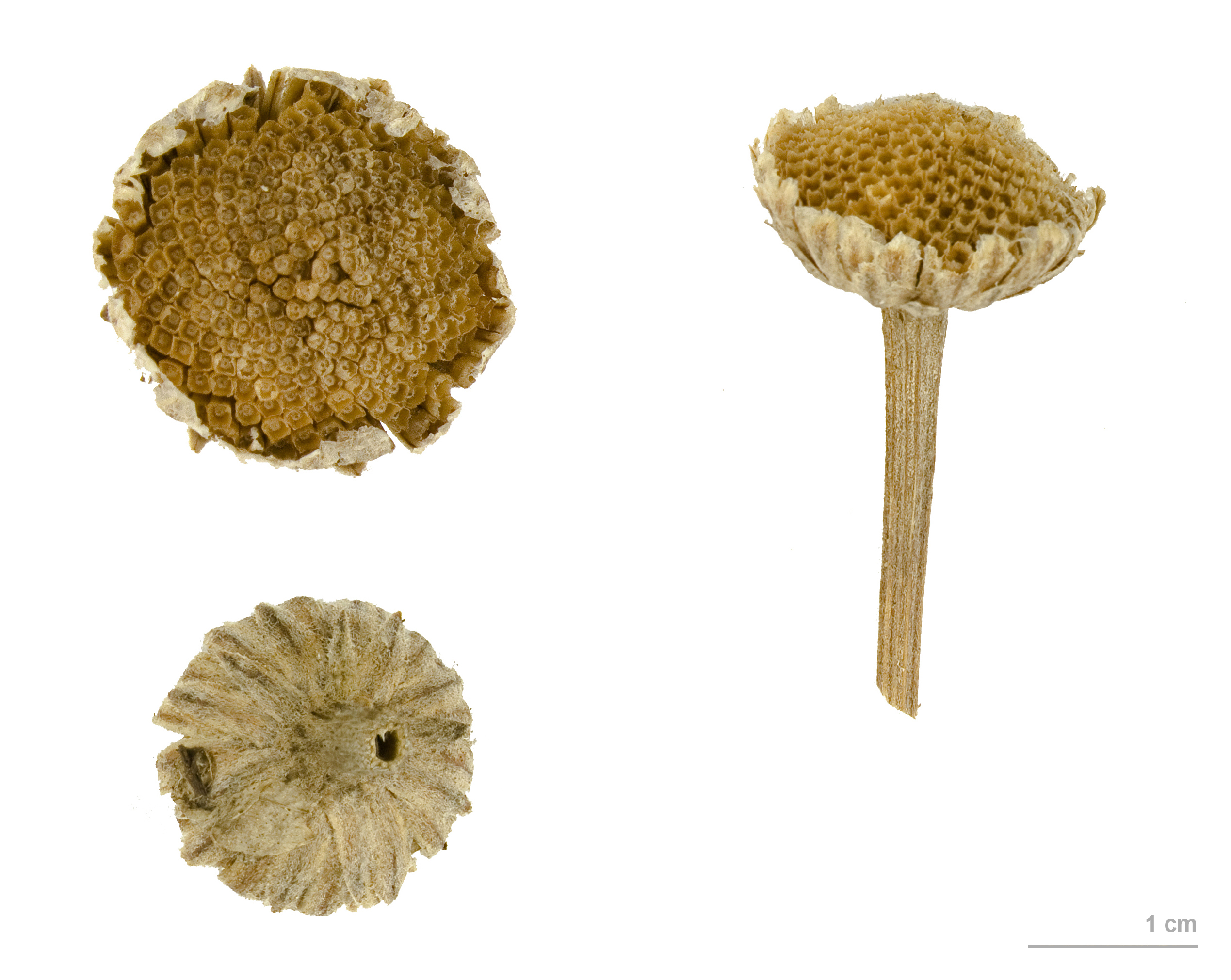
Tanacetum cinerariifolium

シロバナムシヨケギク（白花虫除菊、学名：Tanacetum cinerariifolium）は、キク科の多年草である。胚珠の部分に殺虫成分のピレトリンを含むため、除虫菊（ジョチュウギク）の名前でも知られ殺虫剤の原料に使用されてきた。原産地は地中海沿岸であり、セルビアで発見された。

## 日本での歴史

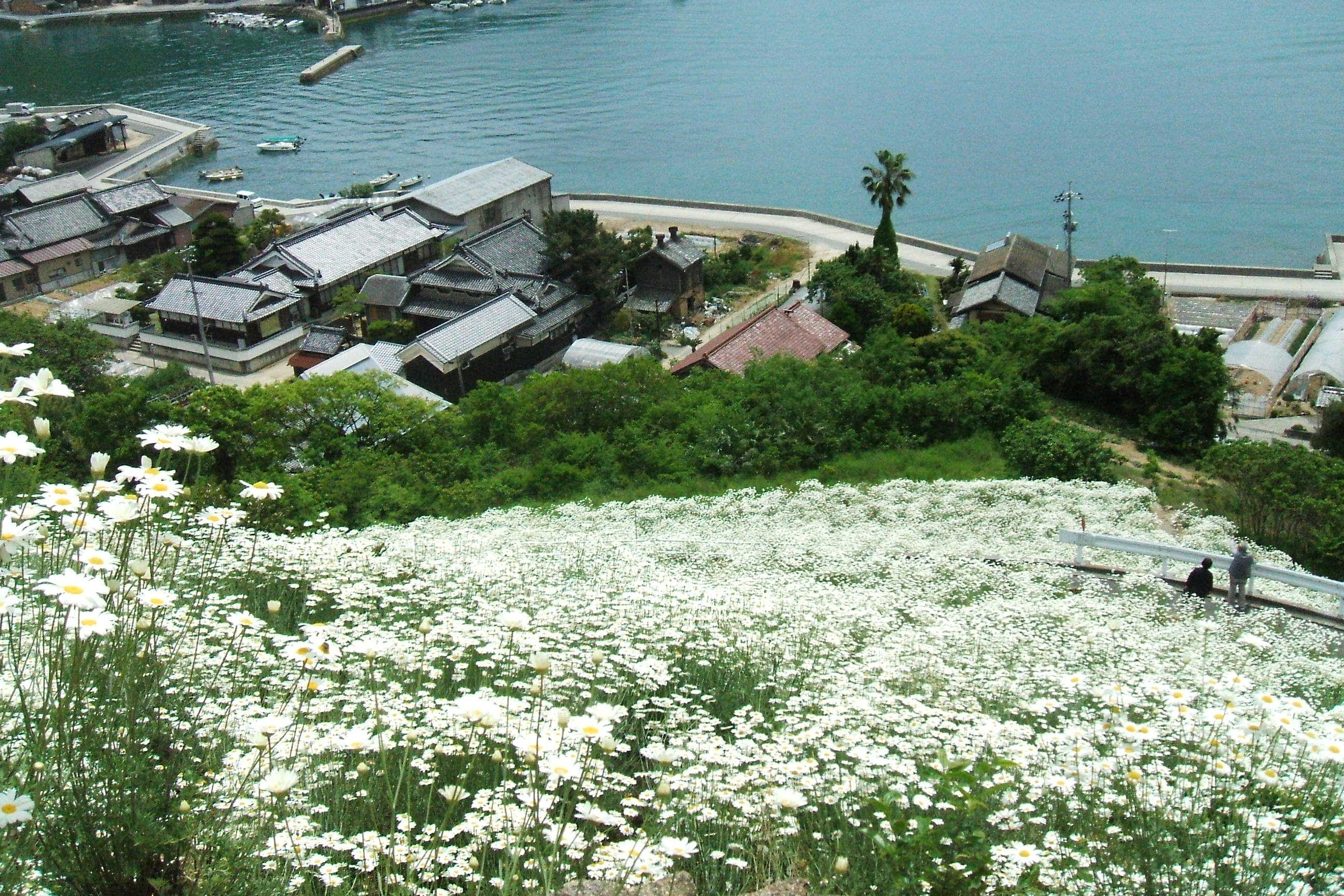
観光用のシロバナムシヨケギクの段々畑
（広島県尾道市因島の重井西港斜面）
花の見頃は5月頃。

シロバナムシヨケギクの日本への渡来は1886年（明治19年）であり、博物学者の田中芳男が送付した種子を、東京衛生試験所薬草園で栽培して採種した。さらに、これを播種して、1888年（明治21年）5月に初めて製粉し、殺虫効果をハエやノミで試し、良結果を得た。よって、この種子を農商課植物園で試験栽培し、一部を和歌山県内の集産場で栽培した。農務局の種子は熊本県にも送付されたものの、営利的な成功を収めたのは和歌山県であった。
一方で、1888年に大阪の清水多三郎が除虫菊粉の取引をしていた関係上、神戸のモルフ商会から種子を取り寄せて播種したが、わずかに観賞用に留まった。
これに対して、和歌山県でミカン農園を運営していた上山英一郎は、種子交換によりアメリカ合衆国から得た種子を播種した。最初は観賞用として栽培していたものの、その後、シロバナムシヨケギクが殺虫成分を含むと知り、殺虫剤として接種･栽培に取り組み、他県にも種子を分けて栽培地を拡大した。こうして得られた殺虫剤の原料を製粉し、渦巻型の蚊取線香を発明した。この蚊取り線香が大いに売れたため、後に大日本除虫菊（金鳥）を創業した。上山英一郎が「除虫菊界の恩人」とも呼ばれた所以である。
大日本帝国でシロバナムシヨケギクの栽培が開始された当初は、輸入品に圧倒されていたが、次第に日本での栽培量も安定してゆき、1898年にはアメリカ合衆国への輸出を開始した。第1次世界大戦後、日本はシロバナムシヨケギクの世界的な生産地として知られるようになったが、第2次世界大戦を経て日本での栽培は衰えていった。さらに戦後には、合成ピレスロイド殺虫剤が開発されたことをきっかけに、日本での蚊取り線香用途でのシロバナムシヨケギクの栽培はほとんど見られなくなった。
なお、かつて日本におけるシロバナムシヨケギクの主産地だった広島県因島市（現尾道市）では、市花に指定され、開花時期には島の斜面が白い花で埋まった。

## 伝統的な蚊取り線香の製法

### 収穫
シロバナムシヨケギクの花が、七分から八分開いた状態で、順次、数回にわけて採集する事が理想的である。しかし、労力の関係上、花が咲き揃った時に採集する場合が多い。花の採集作業は、花序を人差し指と中指との間に挟んで摘み取る方法が理想である。しかし、採集作業に従事できる人数が少ない場合は、大多数の花の開いた株を選んで、根際から刈り取り、その後、必要な部分のみに分別する。

### 乾燥
こうして採取した花の部分を、蚕棚のような棚を作って筵（）を敷いた上に、薄く散布し、陰干しする。なお、大規模に製造する場合は、蚕棚式またはベルトコンベヤー式の火力乾燥機を用いた。こうして乾燥させた殺虫成分を含む部分は、何らかの防湿対策を施した容器で貯蔵する。

### 製粉・製品化
貯蔵しておいた乾花を適宜取り出し、焙炉で充分に乾燥させてから、搗臼（）、石臼または薬研（）その他で粉砕する。ただし、大規模に製造する場合は、水力や電力による並列した搗臼を用いた。こうして得られた粉末は篩分して、製粉作業は完了する。なお、篩の上の残殻は、再び粉砕工程に戻されて利用される。
こうして得られた粉末を使用して、蚊取り線香は製造されてきた。

## 日本での栽培
第1次世界大戦と第2次世界大戦の間、日本におけるシロバナムシヨケギクの主産地として、和歌山県、愛媛県、香川県、岡山県、北海道、広島県が挙げられた。特に瀬戸内海沿岸各地の段々畑で多く栽培され、因島や小豆島では、耕地面積の多数を、シロバナムシヨケギク畑が占めていた。第2次世界大戦までは、日本が世界一の生産国であった。
しかし、第2次世界大戦で日本の敗戦が強まった時期から、食糧増産が叫ばれ、シロバナムシヨケギクの栽培面積は激減した。さらに戦後は殺虫剤として、ピレトリン類似の全化学合成物である合成ピレスロイドが住友化学によって開発され、天候によって生産量が左右されるシロハナムシヨケギクでは不都合なため、産業用としてのシロバナムシヨケギクの栽培が行われなくなった。
ただし、かつてシロバナムシヨケギクの主産地の1つであった広島県の因島では、21世紀現在でも、観光用にシロバナムシヨケギクの栽培が行われている。